# در قابل حمل
در قابل حمل یا در انتقال (به انگلیسی: The Portable Door) فیلمی محصول سال ۲۰۲۳ و به کارگردانی جفری واکر است. در این فیلم بازیگرانی همچون پاتریک گیبسون، سوفی وایلد، ریچل هاوس، کریس پانگ، جسیکا دیگو، دیمون هریمن، سم نیل، کریستف والتس و میراندا اتو ایفای نقش کرده‌اند.